# Feuillants

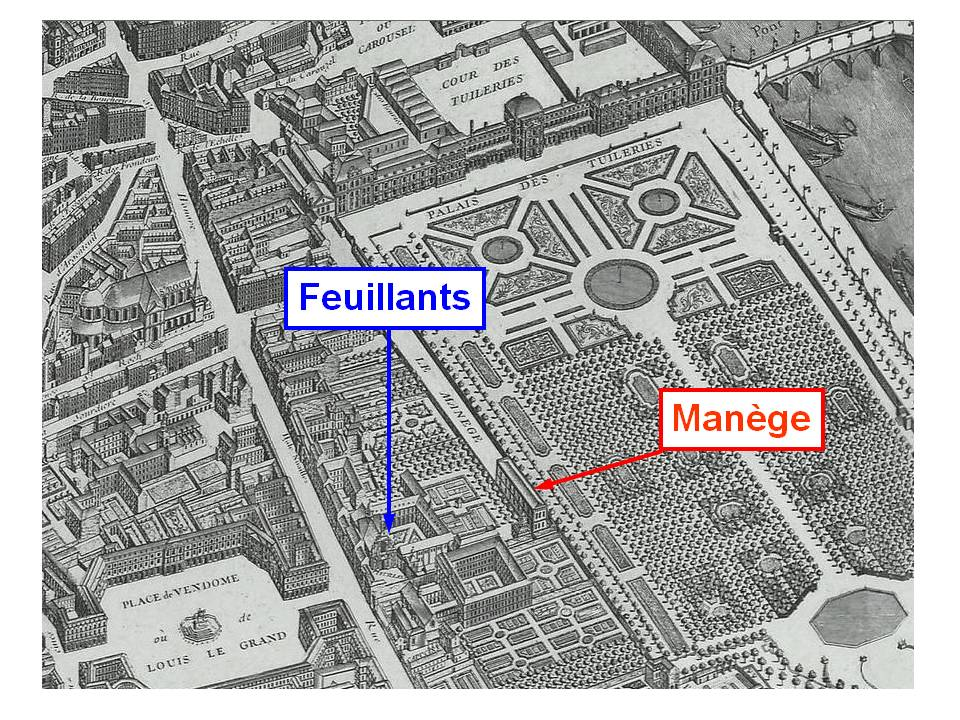
Tagungsort der Feuillants auf einem historischen Stadtplan

Die Feuillants waren die Mitglieder eines politischen Klubs der Französischen Revolution, benannt nach ihrem Tagungsort, dem Kloster der Feuillants (reformierte Zisterzienser) in Paris. Der Klub entstand am 18. Juli 1791 durch die Spaltung der Jakobiner nach dem Auszug der Gemäßigten, die an der konstitutionellen Monarchie festhielten. 

## Vorgeschichte
Das Ziel der von der Verfassunggebenden Nationalversammlung, der Constituante, seit 1789 ausgearbeiteten Verfassung (constitution) war nicht die demokratische Republik, sondern eine konstitutionelle Monarchie. Parteien waren nach der Verfassung nicht vorgesehen, doch ab 1791 bildeten sich rasch parlamentarische und außerparlamentarische Gruppierungen. Die politischen Klubs gewannen als meinungsbildende Institutionen immer größeren Einfluss. Der bedeutendste unter ihnen war der Jakobinerklub, der aus einer Gruppierung bretonischer Abgeordneter hervorging.

### Triumvirat
Antoine Barnave, Adrien Duport und Alexandre de Lameth – die „Triumvirn“ und künftigen Führer der Feuillants – hatten sich in der Nationalversammlung getroffen und ihre einander ergänzenden Talente entdeckt: „Duport dachte, was getan werden musste, Barnave sagte es, und A. de Lameth tat es.“
Viele Abgeordnete der Nationalversammlung, der Constituante, hielten im Frühjahr 1791 die Revolution für weitgehend vollendet; in der konstitutionellen Monarchie wollten sie ihr einen festen Halt geben. Dies war auch das Ziel des Engagements von Mirabeau. Als dieser am 2. April 1791 starb, traten die Triumvirn seine politische Erbschaft an. Sie suchten die Nähe zum Hof, wollten aber den Geist der Revolution von 1789 bewahren, den sie durch die Radikalisierung, die Volksagitation und das zunehmende Gewicht der außerparlamentarischen Organe bedroht sahen. Das Programm der Triumvirn war „die öffentliche Gewalt wiederherstellen, die Demokraten mundtot machen, die Verfassung im Sinne einer Verstärkung der königlichen Vollmachten und einer Erhöhung des Wahlzensus revidieren.“ Die parlamentarische Mehrheit schien ihnen sicher, aber der Rest der patriotischen Partei, der Anhänger der Revolution, begann ihnen zu entgleiten. 
Im April 1791 traten die Triumvirn für den Ausschluss der Passivbürger aus der Nationalgarde ein, im Mai widersetzten sie sich der politischen Emanzipation der Schwarzen, und in der Debatte über das Petitions- und Plakatierungsrecht schwiegen sie; so verloren sie in wenigen Monaten ihre Popularität. Nun wurden sie von der patriotischen Presse bedrängt, von den Volksgesellschaften angeprangert und bei den Jakobinern diskreditiert. 
Die Revolution hatte den Absolutismus und die aristokratische Gesellschaft zerstört, aber die Frage der Volkssouveränität war nicht geklärt: auf der einen Seite stand die gewählte, allein gesetzgebungsberechtigten Nationalversammlung mit ihren verfassungsmäßigen Vollmachten, auf der anderen die revolutionären Gesellschaften, die inzwischen ebenfalls im Namen des Volkes zu sprechen beanspruchten und mit den Verfassungsorganen um die Rolle als wahrer Vertreter des Volkswillens rivalisierten. Die Debatte über die Frage der Wiederwählbarkeit der Mitglieder der Verfassunggebenden Nationalversammlung für die nächste Legislaturperiode besiegelte im Mai 1791 den Bruch in der patriotischen Partei. Maximilien de Robespierre, der die Wiederwählbarkeit ablehnte, setzte sich in der Versammlung durch und verhinderte damit den Einzug der Triumvirn in die Gesetzgebende Nationalversammlung, die Législative.

### Spaltung der Jakobiner
Am 18. Juli 1791, vier Wochen nach der gescheiterten Flucht des Königs und am Abend nach dem Blutbad auf dem Marsfeld, verließen die gemäßigten Mitglieder den Jakobinerklub. Das Triumvirat, gefolgt von fast allen dem Klub angehörenden Abgeordneten der Nationalversammlung, zog vom Sitz der Jakobiner in der rue Saint-Honoré in die Klosterkirche der Feuillants. Die Mitglieder des neuentstandenen Klubs nannte man nach ihrem Tagungsort „Feuillants“. Unter den Abgeordneten befanden sich Le Chapelier, der Mitbegründer des Bretonischen Klubs, aber auch Anhänger der Constituionelles, der Gruppe um La Fayette, die sich nach dem Fluchtversuch des Königs der Politik der Triumvirn angeschlossen hatten. 
Vier Fünftel hatten den Jakobinerklub, die „Gesellschaft der Verfassungsfreunde“ (Société des amis de la Constitution), verlassen. Als Verteidiger der Verfassung beanspruchten sie für sich die Legalität und bestanden auf dem Namen „Verfassungsfreunde“. Die politische Macht stützte sich jedoch nicht mehr auf den Verfassungstext selbst, sondern „auf die praktische Fähigkeit, sich zu deren Sprecher zu machen durch politische List, rhetorischen Scharfsinn, durch Wahlen oder welche Mittel auch immer.“ Der am alten Sitz verbliebene Jakobiner Robespierre verfügte über solche Mittel; er hatte begriffen, dass die Macht im „Sommer 1791 nicht mehr von der Legalität abhängt, sondern von der revolutionären Legitimität.“ In wenigen Wochen führte er die meisten der Dissidenten in den Schoß der Muttergesellschaft zurück. Die auf Legalität bedachten Feuillants verzichteten auf geeignete Mittel und warteten tatenlos auf das baldige Abklingen der jakobinischen Bewegung.

## Politisches Wirken
Die Feuillants „wollten die Revolution beenden“ und verlangten die Einhaltung der Verfassung. Sie wollten die gemäßigte Rechte, die Monarchisten, auf ihre Seite bringen, um die kompromisslosen Royalisten zu neutralisieren; und sie wollten die Demokraten um den Abgeordneten Robespierre auf der äußersten Linken von der Masse der patriotischen Abgeordneten isolieren. Den jakobinischen Einfluss auf die revolutionären Gesellschaften, die die Legitimität und die Unabhängigkeit der Nationalversammlung bedrohten, wollten sie zerstören. Doch ihre Politik sollte scheitern: die Monarchisten folgten ihrem Aufruf nicht, und die verbliebenen Jakobiner erholten sich rasch vom Schock des Massenauszugs aus ihrem Klub.
Die durch die Flucht des Königs in der Nationalversammlung ausgelösten Ängste nutzten die Feuillants zu einem neuen Anlauf. Trotz der Rufe nach einer Abdankung des Königs gelang es ihnen, seine Person und seine Vorrechte zu halten. Im August 1791 schlug Barnave in der Nationalversammlung die Anhebung des Wahlzensus vor, um die Sicherheit der Verfassung zu garantieren. Um die Verfassung nicht durch politische Krisen zu gefährden, sollte sie außerdem durch ein Revisionsverfahren vervollkommnet werden. Zur Durchführung des Verfahrens setzten sich die Jakobiner für außerordentliche, auf Initiative des Volkes einberufene Konvente ein. Die Feuillants hingegen wollten dieses Recht allein der gesetzgebenden Gewalt vorbehalten. Im Parlament setzten sich die Feuillants durch, doch auf den künftigen Kurs der Revolution verloren sie jeden Einfluss; „sie verabschiedeten sich von der politischen Bühne, ... um sich einer Politik der geheimen Machenschaften und Intrigen hinter den Kulissen zuzuwenden ...“ Gelähmt von der Illusion, die Verfassung sei ein sicheres Bollwerk gegen die Revolution, wussten sie den Vorteil ihrer numerisch starken Position in der Legislative nicht zu nutzen. Im Dezember 1791 wurde ihre Gesellschaft aufgelöst, im März 1792 kamen die republikanischen Girondisten an die Macht und am 10. August wurde die Monarchie suspendiert. Kaltgestellt, zerstreut und demoralisiert betrachteten dies die Feuillants als Zuschauer. Sie waren die letzten Gemäßigten der Revolution.